# TTA – Elitserien i Racing 2012
TTA – Elitserien i Racing var den enda säsongen av det svenska standardvagnsmästerskapet TTA – Elitserien i Racing, som drevs av Touring Car Team Association. Mästerskapet fungerade som en utbrytarserie från Scandinavian Touring Car Championship. Säsongen startade den 12 maj på Karlskoga Motorstadion och avslutades på Göteborg City Arena den 29 september, efter åtta tävlingshelger. Fredrik Ekblom vann förarmästerskapet och Volvo Polestar Racing vann teammästerskapet.

## Team och förare
| Bilmodell      | Team                         | Nr | Förare             | Tävlingshelger |
| -------------- | ---------------------------- | -- | ------------------ | -------------- |
| Saab 9-3 TTA   | Flash Engineering            | 2  | Robin Rudholm      | Alla           |
| Saab 9-3 TTA   | Flash Engineering            | 20 | Mattias Andersson  | Alla           |
| Saab 9-3 TTA   | Team Tidö/PWR Racing         | 3  | Linus Ohlsson      | Alla           |
| Saab 9-3 TTA   | Team Tidö/PWR Racing         | 37 | Daniel Haglöf      | Alla           |
| BMW M3 TTA     | BMW Dealer Team WCR          | 4  | Fredrik Larsson    | Alla           |
| BMW M3 TTA     | BMW Dealer Team WCR          | 8  | Richard Göransson  | Alla           |
| Volvo S60 TTA  | Volvo Polestar Racing        | 11 | Fredrik Ekblom     | Alla           |
| Volvo S60 TTA  | Volvo Polestar Racing        | 12 | Thed Björk         | Alla           |
| Citroën C5 TTA | Miele Professional Brovallen | 13 | Markus Nyberg      | 4              |
| Citroën C5 TTA | Miele Professional Brovallen | 77 | Stefan Söderberg   | 1 → 3, 5 → 8   |
| Citroën C5 TTA | Miele Professional Brovallen | 78 | Viktor Hallrup     | Alla           |
| Volvo S60 TTA  | Volvo Polestar Black R       | 14 | Robert Dahlgren    | Alla           |
| Volvo S60 TTA  | Volvo Polestar Black R       | 15 | Tommy Rustad       | Alla           |
| Citroën C5 TTA | Brovallen Design             | 27 | Alx Danielsson     | 2 → 8          |
| Citroën C5 TTA | Brovallen Design             | 54 | Markus Nordenström | 2              |
| Citroën C5 TTA | Brovallen Design             | 76 | Jocke Mangs        | 5 → 8          |
| Citroën C5 TTA | Brovallen Design             | 79 | Jan Brunstedt      | 1, 3 → 4       |
| Citroën C5 TTA | Brovallen Design             | 80 | Mark Miller        | 1              |
| BMW M3 TTA     | WestCoast Racing             | 43 | Duncan Huisman     | 8              |
| BMW M3 TTA     | WestCoast Racing             | 66 | Martin Öhlin       | Alla           |
| BMW M3 TTA     | WestCoast Racing             | 96 | Andreas Ebbesson   | 1 → 6          |

## Tävlingskalender
| Datum        | Bana                   | Tävlingsnamn                    | Pole Position     | Snabbaste varv    | Segrare           | Team                  | Resultat |
| ------------ | ---------------------- | ------------------------------- | ----------------- | ----------------- | ----------------- | --------------------- | -------- |
| 12 maj       | Karlskoga Motorstadion |                                 | Linus Ohlsson     | Fredrik Ekblom    | Linus Ohlsson     | Team Tidö/PWR Racing  | Resultat |
| 2 juni       | Anderstorp Raceway     | Nationaldagsracet               | Robert Dahlgren   | Fredrik Ekblom    | Fredrik Ekblom    | Volvo Polestar Racing | Resultat |
| 16 juni      | Göteborg City Arena    | Göteborg City Race              | Alx Danielsson    | Fredrik Ekblom    | Thed Björk        | Volvo Polestar Racing | Resultat |
| 7 juli       | Falkenbergs Motorbana  | Västkustloppet                  | Richard Göransson | Fredrik Larsson   | Richard Göransson | BMW Dealer Team WCR   | Resultat |
| 18 augusti   | Karlskoga Motorstadion | Kanonloppet                     | Fredrik Ekblom    | Linus Ohlsson     | Fredrik Ekblom    | Volvo Polestar Racing | Resultat |
| 1 september  | Anderstorp Raceway     | Anderstorp Super Racing Weekend | Fredrik Larsson   | Richard Göransson | Fredrik Larsson   | BMW Dealer Team WCR   | Resultat |
| 15 september | Tierp Arena            |                                 | Jocke Mangs       | Richard Göransson | Linus Ohlsson     | Team Tidö/PWR Racing  | Resultat |
| 29 september | Göteborg City Arena    | Grande Finale                   | Thed Björk        | Fredrik Larsson   | Thed Björk        | Volvo Polestar Racing | Resultat |

## Slutställningar

### Förarmästerskapet
| Pos. | Förare             | KAR | AND  | GÖT | FAL | KAR | AND | TIE  | GÖT | Poäng |
| ---- | ------------------ | --- | ---- | --- | --- | --- | --- | ---- | --- | ----- |
| 1    | Fredrik Ekblom     | 2   | 12   | 5   | 4   | 1   | 2   | 2    | 43  | 151   |
| 2    | Linus Ohlsson      | 1   | 7    | 9   | 2   | 43  | 4   | 12   | 32  | 126   |
| 3    | Thed Björk         | 4   | Ret  | 12  | 6   | 2   | 3   | 4    | 1   | 121   |
| 4    | Fredrik Larsson    | 5   | 3    | Ret | 3   | Ret | 1   | 3    | 12  | 85    |
| 5    | Robert Dahlgren    | Ret | 21   | 3   | 73  | 5   | 10  | 8    | 5   | 69    |
| 6    | Richard Göransson  | 3   | 5    | Ret | 1   | 12  | 9   | 11   | Ret | 58    |
| 7    | Martin Öhlin       | 7   | 10   | 12  | 9   | 32  | 5   | 10   | 6   | 45    |
| 8    | Alx Danielsson     |     | 6    | 21  | Ret | 7   | 6   | DNS  | DNS | 43    |
| 9    | Tommy Rustad       | Ret | 4    | 6   | 8   | 11  | 8   | 6    | 7   | 42    |
| 10   | Daniel Haglöf      | 8   | DNS  | 4   | 10  | 10  | 14  | 123  | 2   | 37    |
| 11   | Robin Rudholm      | 6   | Ret3 | 11  | 5   | 9   | 7   | 7    | Ret | 33    |
| 12   | Andreas Ebbesson   | 10  | 8    | 7   | 11  | 6   | Ret |      |     | 19    |
| 13   | Mattias Andersson  | 11  | 11   | 8   | 12  | Ret | 13  | 5    | Ret | 14    |
| 14   | Stefan Söderberg   | 9   | 9    | 10  |     | 8   | 12  | 13   | Ret | 9     |
| 15   | Duncan Huisman     |     |      |     |     |     |     |      | 8   | 4     |
| 16   | Viktor Hallrup     | Ret | 12   | Ret | 13  | Ret | Ret | 9    | 9   | 4     |
| 17   | Jocke Mangs        |     |      |     |     | Ret | 11  | DSQ1 | 10  | 4     |
|      | Jan Brunstedt      | 12  |      | Ret | Ret |     |     |      |     | 0     |
|      | Markus Nyberg      |     |      |     | Ret |     |     |      |     | 0     |
|      | Markus Nordenström |     | 13   |     |     |     |     |      |     | 0     |
|      | Mark Miller        | DNS |      |     |     |     |     |      |     | 0     |
| Pos. | Förare             | KAR | AND  | GÖT | FAL | KAR | AND | TIE  | GÖT | Poäng |

Detaljer:
- 1 2 3 hänvisar till resultatet i kvalet, där bonuspoäng utdelas enligt skalan 3–2–1 till de tre snabbaste förarna.
- Kursivt innebär snabbaste varv.

### Teammästerskapet
| Pos. | Team                         | Nr | KAR | AND  | GÖT | FAL | KAR | AND | TIE  | GÖT | Poäng |
| ---- | ---------------------------- | -- | --- | ---- | --- | --- | --- | --- | ---- | --- | ----- |
| 1    | Volvo Polestar Racing        | 11 | 2   | 12   | 5   | 4   | 1   | 2   | 2    | 43  | 272   |
| 1    | Volvo Polestar Racing        | 12 | 4   | Ret  | 12  | 6   | 2   | 3   | 4    | 1   | 272   |
| 2    | Team Tidö/PWR Racing         | 3  | 1   | 7    | 9   | 2   | 43  | 4   | 12   | 32  | 163   |
| 2    | Team Tidö/PWR Racing         | 37 | 8   | DNS  | 4   | 10  | 10  | 14  | 123  | 2   | 163   |
| 3    | BMW Dealer Team WCR          | 4  | 5   | 3    | Ret | 3   | Ret | 1   | 3    | 12  | 143   |
| 3    | BMW Dealer Team WCR          | 8  | 3   | 5    | Ret | 1   | 12  | 9   | 11   | Ret | 143   |
| 4    | Volvo Polestar Black R       | 14 | Ret | 21   | 3   | 73  | 5   | 10  | 8    | 5   | 111   |
| 4    | Volvo Polestar Black R       | 15 | Ret | 4    | 6   | 8   | 11  | 8   | 6    | 7   | 111   |
| 5    | WestCoast Racing             | 66 | 7   | 10   | 12  | 9   | 32  | 5   | 10   | 6   | 68    |
| 5    | WestCoast Racing             | 96 | 10  | 8    | 7   | 11  | 6   | Ret |      |     | 68    |
| 6    | Brovallen Design             | 27 |     | 6    | 21  | Ret | 7   | 6   | DNS  | DNS | 47    |
| 6    | Brovallen Design             | 54 |     | 13   |     |     |     |     |      |     | 47    |
| 6    | Brovallen Design             | 76 |     |      |     |     | Ret | 11  | DSQ1 | 10  | 47    |
| 6    | Brovallen Design             | 79 | 12  |      | Ret | Ret |     |     |      |     | 47    |
| 6    | Brovallen Design             | 80 | DNS |      |     |     |     |     |      |     | 47    |
| 7    | Flash Engineering            | 2  | 6   | Ret3 | 11  | 5   | 9   | 7   | 7    | Ret | 47    |
| 7    | Flash Engineering            | 20 | 11  | 11   | 8   | 12  | Ret | 13  | 5    | Ret | 47    |
| 8    | Miele Professional Brovallen | 13 |     |      |     | Ret |     |     |      |     | 13    |
| 8    | Miele Professional Brovallen | 77 | 9   | 9    | 10  |     | 8   | 12  | 13   | Ret | 13    |
| 8    | Miele Professional Brovallen | 78 | Ret | 12   | Ret | 13  | Ret | Ret | 9    | 9   | 13    |
| Pos. | Team                         | Nr | KAR | AND  | GÖT | FAL | KAR | AND | TIE  | GÖT | Poäng |

Detaljer:
- 1 2 3 hänvisar till resultatet i kvalet, där bonuspoäng utdelas enligt skalan 3–2–1 till de tre snabbaste förarna.
- Kursivt innebär snabbaste varv.

### Märkesmästerskapet
| Pos. | Märke       | KAR | AND | GÖT | FAL | KAR | AND | TIE | GÖT | Points |
| ---- | ----------- | --- | --- | --- | --- | --- | --- | --- | --- | ------ |
| 1    | Volvo       | 33  | 49  | 44  | 21  | 46  | 36  | 30  | 41  | 300    |
| 2    | Saab        | 36  | 7   | 16  | 30  | 16  | 18  | 38  | 35  | 196    |
| 3    | BMW         | 26  | 25  | 6   | 44  | 25  | 39  | 17  | 13  | 195    |
| 4    | Citroën     | 2   | 10  | 22  | 0   | 10  | 8   | 5   | 3   | 60     |
| Pos. | Tillverkare | KAR | AND | GÖT | FAL | KAR | AND | TIE | GÖT | Poäng  |